# Azouz Begag

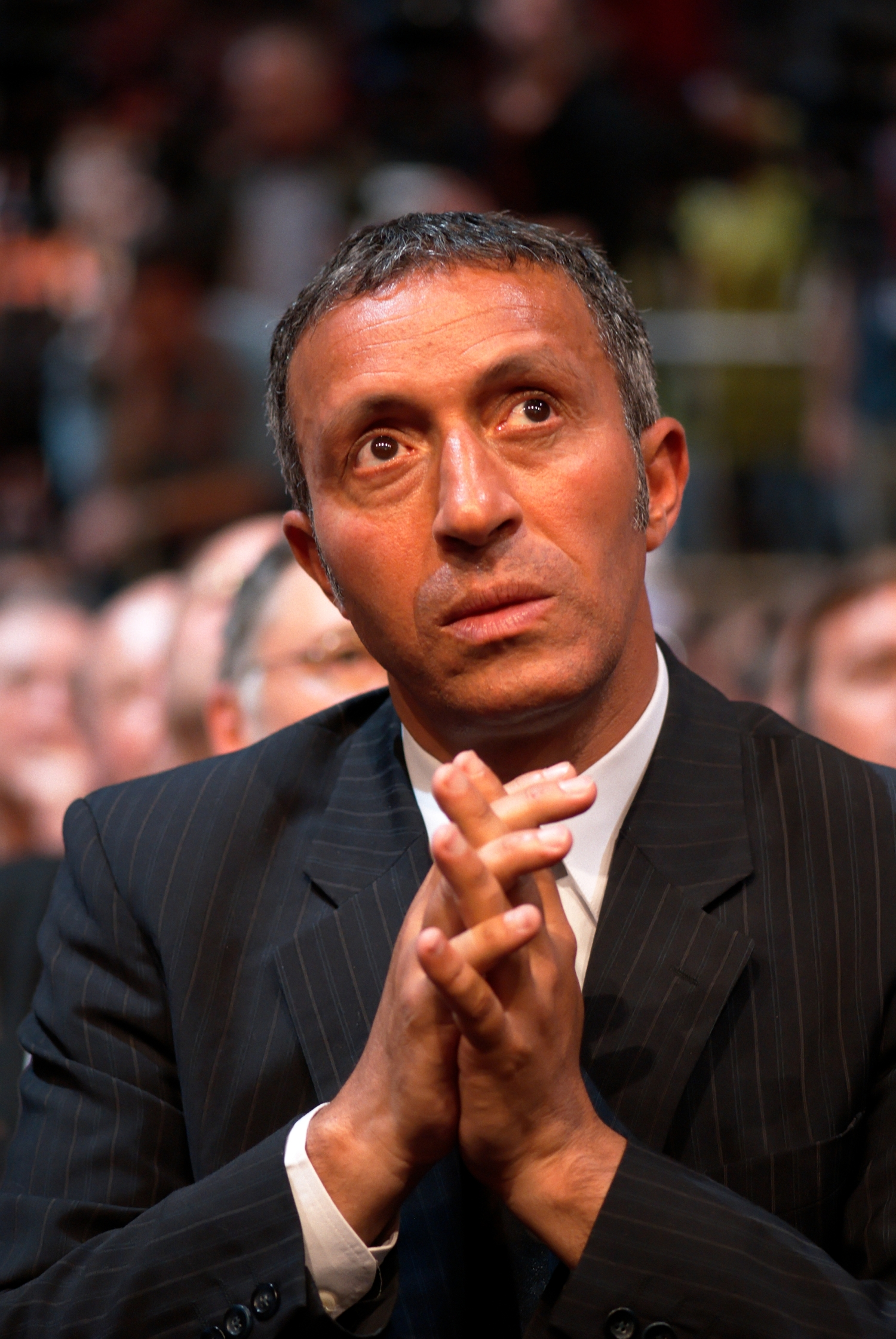
Azouz Begag w 2007

Hazouz Wegag, (ar.عزوز بقاق, ur. 5 lutego 1957 w Lyonie (Francja)) – francuski pisarz i polityk. Zajmował się naukowo ekonomią i socjologią w CNRS (Krajowe Centrum Badań Naukowych). Był ministrem ds. równych szans w rządzie Dominique'a de Villepina, do 5 kwietnia 2007. Zrezygnował żeby wspierać umiarkowanego centrowca - François Bayrou.
Begag napisał około 20 powieści dla dzieci i dorosłych. Był także autorem piosenek. Jest ponadto autorem scenariusza do francuskiego filmu - Camping à la ferme. 
Zanim został ministrem, Begag został odznaczony Narodowym Orderem Zasługi oraz Orderem Narodowym Legii Honorowej.
Begag jest ojcem dwóch córek. Obecnie jest rozwiedziony.

## Młodość
Begag jest synem Algierczyków, którzy w roku 1949 przybyli do Francji. Kiedy był nastolatkiem, zdobył kwalifikacje elektryka. Dorastał w slumsach niedaleko Lyonu. Późnej jego rodzina zamieszkała w Cité de la Duchère.

## Działalność pisarska
Najlepiej znanym dziełem Begaga jest Le Gone du Chaâba (Dzieciak z Chaâby) – powieść autobiograficzna wydana w 1986. Mały Azouz dorastał w biednej dzielnicy poza Lyonem, prawie całkowicie zamieszkanej przez Algierczyków i Kabylów.